# Пути творчества
«Пути творчества» — литературно-художественный и общественно-политический журнал, выходивший в Харькове в 1919—1920 годах. Изначально являлся изданием подотдела искусств отдела народного образования Харьковского губернского исполкома, с 1920 года выходил как литературно-художественный ежемесячник. Всего было издано семь номеров «Путей творчества», два из которых были сдвоенными.

## История
Журнал редактировали поэт Григорий Петников и писатель Алексей Чапыгин. Еженедельник включал в себя несколько отделов — официальный, изобразительного искусства, музыки, театра, а также хроникальный, носивший название «Вести отовсюду»; в 1919 году журнал за номером 5 вышел в урезанном виде, это было связано с тем, что во время прихода в Харьков войск Белой армии часть набора была разобрана. Как отмечается в «Энциклопедии русского авангарда», ведущей темой публикаций «Путей творчества» являлось «декларирование революционного искусства как искусства пролетарского и народно-коллективного», а культурная жизнь Харькова освещалась в нём «в ракурсе пролеткультовского понимания задач искусства».
Журнал был близок футуристам, в нём публиковали свои произведения Николай Асеев, Андрей Белый, Алексей Гастаев, Елена Гуро, Бенедикт Лившиц, Осип Мандельштам, Борис Пастернак, Григорий Петников, Велимир Хлебников, Алексей Чапыгин, Георгий Шенгели. В «Путях творчества» был опубликован перевод комедии «Пан» Шарля Ван Лерберга, которая вскоре была поставлена режиссёром Борисом Глаголиным в городском театре, причём в одном из номеров также были опубликованы эскизы оформления, выполненные художником Борисом Косаревым. Публиковались также рисунки художников группы «Три плюс семь» (Бориса Косарева и Владимира Бобрицкого), Казимира Малевича, Василия Кандинского и Марии Синяковой, статьи Бориса Глаголина и композитора Бориса Яновского.

## Современность
В феврале 2021 года российский журналист и блогер Илья Варламов объявил о выпуске мерча (футболки и свитшоты) с изображением обложки пятого номера журнала (автор обложки — Борис Косарев). «В прошлом году этому номеру журнала исполнилось 100 лет, и я решил, что такой мощный образ нужно сохранять», — заявил он.
В мае 2021 года уличные художники разместили изображение обложки пятого номера «Путей творчества» на стене одной из построек в Пушкарском саду Санкт-Петербурга; ранее на этом месте был нарисован портрет Алексея Навального, однако он был закрашен в течение пары часов после размещения.
3 октября 2024 года в Минеральных Водах полицейскими был задержан и оставлен на ночь в отделе полиции участник выставки «Форум туристических территорий» Леонид Алексеев, на котором была надет свитшот «Пути творчества»; полицейские не сообщили задержанному, какое правонарушение ему вменяется, но популярной версией реальной причины ареста является именно принт на одежде Алексеева. 4 октября Минераловодский городской суд арестовал Алексеева на 5 суток, он был признан виновным в мелком хулиганстве. Полицейские заявили, что перед задержанием мужчина якобы матерился и размахивал руками, сам Алексеев это отрицал. Ещё один москвич в футболке с этим принтом был задержан на избирательном участке в марте 2024 года.